# Черето (Напуљ)
Черето је насеље у Италији у округу Напуљ, региону Кампанија.
Према процени из 2011. у насељу је живело 83 становника. Насеље се налази на надморској висини од 55 м.